# Кикоть, Анатолий Иванович
Анатолий Иванович Кикоть (укр. Анатолій Іванович Кикоть; 8 марта 1940, город Кагарлык Киевской области) — советский и украинский партийный деятель, первый секретарь Киевского областного комитета КП Украины (1990—1991).

## Биография
Украинец.
Окончил Украинскую сельскохозяйственную академию при Высшей партийной школе при ЦК КП Украины.
После окончания Академии работал главным зоотехником государственного племенного овцезавода Мироновского района, а затем Киевского областного управления сельского хозяйства, затем, первым заместителем начальника Киевского областного управления сельского хозяйства.
С 1975 года на партийной работе: заместитель заведующего, заведующий сельскохозяйственным отделом Киевского обкома КП Украины.
В 1982 году утверждён инструктором сельскохозяйственного отдела ЦК КПСС.
В 1985 году избран секретарём, а в декабре 1988 года — вторым секретарём Киевского обкома партии. Депутат областного Совета народных депутатов.
В апреле 1990 года стал первым секретарём Киевского областного комитета Компартии Украины. Ушёл с поста в августе 1991 года, после Указа президиума Верховного Совета Украины «О запрете деятельности Компартии Украины» (30 августа 1991 года).
В 1990 году был кандидатом на должность председателя Киевского областного Совета.